# Rob Roy (pel·lícula de 1913)
Rob Roy és una pel·lícula muda de tres bobines de l'Éclair American dirigida per Henry J. Vernot i protagonitzada per Jack W. Johnston. La pel·lícula, basada en la novel·la homònima de Walter Scott, es va estrenar el 17 de setembre de 1913. La crítica de la revista Moving Picture World apareguda en aquell moment considerava que el desenvolupament de la història era feixuc fins a la darrera part en l'escena de l'emboscada. Es considera una pel·lícula perduda.

## Repartiment
- Jack W. Johnston (Rob Roy)
- Nancy Avril (esposa de Rob Roy)
- Robert Frazer (Francis Osbaldistone)
- Mildred Bright (Diana Vernon)
- Will E. Sheerer (Sir Frederick Vernon)
- Frederick Truesdell (Rashleigh Osbaldistone)
- Hal Wilson (Jarvie)